# Dynasty
Dynasty — сьомий студійний музичний альбом гурту Kiss. Виданий 23 травня 1979 року лейблом Casablanca Records. Загальна тривалість композицій становить 38:57. Альбом відносять до напрямку хардрок, диско. 

## Список творів
1. "I Was Made for Lovin' You - 4:33
2. "2,000 Man - 4:56
3. "Sure Know Something - 4:01
4. "Dirty Livin' - 4:27
5. "Charisma - 4:26
6. "Magic Touch - 4:42
7. "Hard Times - 3:29
8. "X-Ray Eyes - 3:42
9. "Save Your Love - 4:40